# Stettfurt
Stettfurt [ˈʃtetːfʊrt] (im einheimischen Dialekt: [ˈʃtøpfərt]) ist eine Ortschaft und eine politische Gemeinde im Bezirk Frauenfeld des Kantons Thurgau in der Schweiz.
Ab 1803 war Stettfurt eine Ortsgemeinde der Munizipalgemeinde Matzingen. 1817 trennte es sich von Matzingen und bildete die Orts- und Munizipalgemeinde Stettfurt. Von 1870 bis 2002 war Stettfurt eine Einheitsgemeinde.

## Geographie
Stettfurt liegt am südlichen Fuss des Immenbergs. Zur Gemeinde im Lauchetal gehören neben den Ortsteilen Vorstatt und Brüel auch die Weiler Hummerbärg und Chöll sowie das Schloss Sonnenberg.

## Geschichte

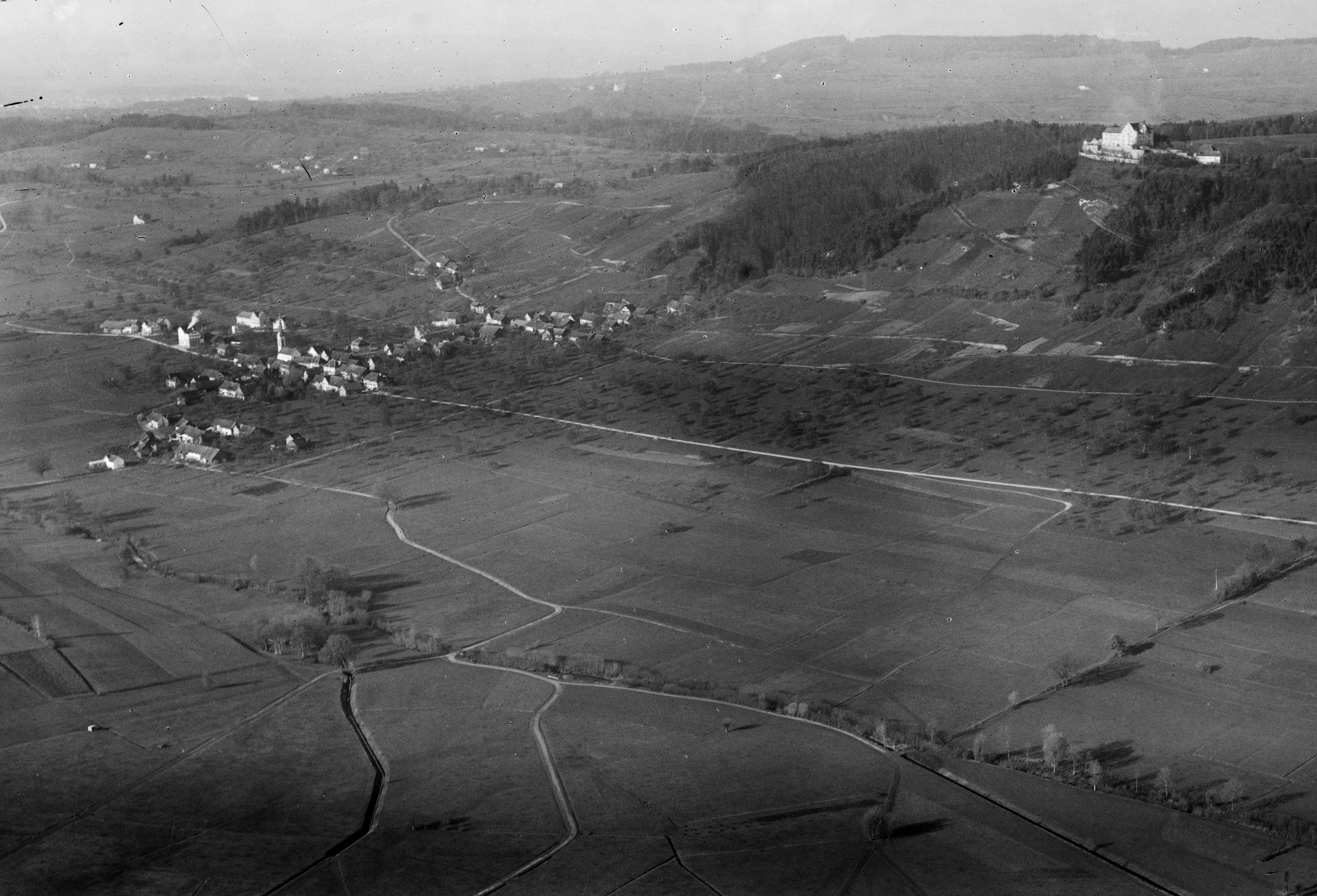
Stettfurt und Schloss Sonnenberg. Luftbild von Walter Mittelholzer aus dem Jahr 1923

Der Ort ist im Jahr 827 als Stetivurt erstmals urkundlich erwähnt. Es handelt sich bei diesem Namen um eine Zusammensetzung, als dessen vorderer Teil das althochdeutschen Wort stat ‚Ort, Stelle, Wohnstätte, Ortschaft, Stadt‘ im Genitiv (steti) erscheint, als hinterer ahd. furt ‚Furt, Flussübergang‘, hier vielleicht erweitert zu ‚Bachbett, Wassergraben‘.
Im 9. Jahrhundert besass das Kloster St. Gallen in Stettfurt Güter. Diethelm III. von Toggenburg schenkte Stettfurt 1228 der Kommende Tobel. Das Niedergericht Stettfurt gehörte vom 13. Jahrhundert bis 1798 zur Gerichtsherrschaft Sonnenberg und umfasste Kalthäusern, Ruggenbühl und Stettfurt. Die Dorfoffnung datiert von 1482.
1746 wurde die Kirche gebaut und 1752 Stettfurt zur Kirchgemeinde erhoben. Zuvor war das rein reformierte Dorf Teil der Kirchgemeinde Wängi gewesen.
Bis ins 19. Jahrhundert wurde Ackerbau im Dreizelgensystem betrieben, daneben Obst- und bis 1908 Weinbau. Ab 1850 breitete sich die Vieh- und Milchwirtschaft aus, 1883 wurde eine Käserei eröffnet. Die 1888 gegründete Brennereigenossenschaft errichtete 1902 die Presshefefabrik Stettfurt, die 1946 in eine Aktiengesellschaft umgewandelt wurde.

## Wappen
Blasonierung: Rot und Weiss gerautet.
Das schon in der Chronik von Johannes Stumpf für Stettfurt abgedruckte Wappen erscheint auch im vollen Wappen der Herrschaft Sonnenberg. Nachdem die Einheitsgemeinde Stettfurt 2003 zur politischen Gemeinde wurde, blieb das Wappen unverändert im Gebrauch.

## Bevölkerung
| Hier fehlt eine Grafik, die leider im Moment aus technischen Gründen nicht angezeigt werden kann. Wir arbeiten daran! |

| Jahr      | 1831 | 1850 | 1880 | 1900 | 1950 | 1980 | 1990 | 2000 | 2010 | 2018 |
| Einwohner | 532  | 532  | 406  | 425  | 443  | 552  | 710  | 971  | 1112 | 1207 |

Von den insgesamt 1207 Einwohnern der Gemeinde Stettfurt im Jahr 2018 waren 97 bzw. 8,0 % ausländische Staatsbürger. 572 (47,4 %) waren evangelisch-reformiert und 309 (25,6 %) römisch-katholisch.

## Wirtschaft
Seit 1902 wird in Stettfurt Hefe produziert. Das ursprüngliche Unternehmen Presshefefabrik der Brennereigenossenschaft Stettfurt wurde 1946 zur Presshefefabrik Stettfurt A.G., 1993 wurde durch Fusion mit der Presshefefabrik Hindelbank die Hefe Schweiz AG gegründet. Die Hefe wird seit 2000 hauptsächlich mit Melasse Rübendicksaft der Zuckerfabrik Frauenfeld produziert. Mit 30 Angestellten werden rund zwei Drittel des Hefeverbrauchs in der Schweiz abgedeckt.
Im Jahr 2016 bot Stettfurt 250 Personen Arbeit (umgerechnet auf Vollzeitstellen). Davon waren 43,7 % in der Land- und Forstwirtschaft, 17,6 % in Industrie, Gewerbe und Bau sowie 38,8 % im Dienstleistungssektor tätig.

## Sehenswürdigkeiten

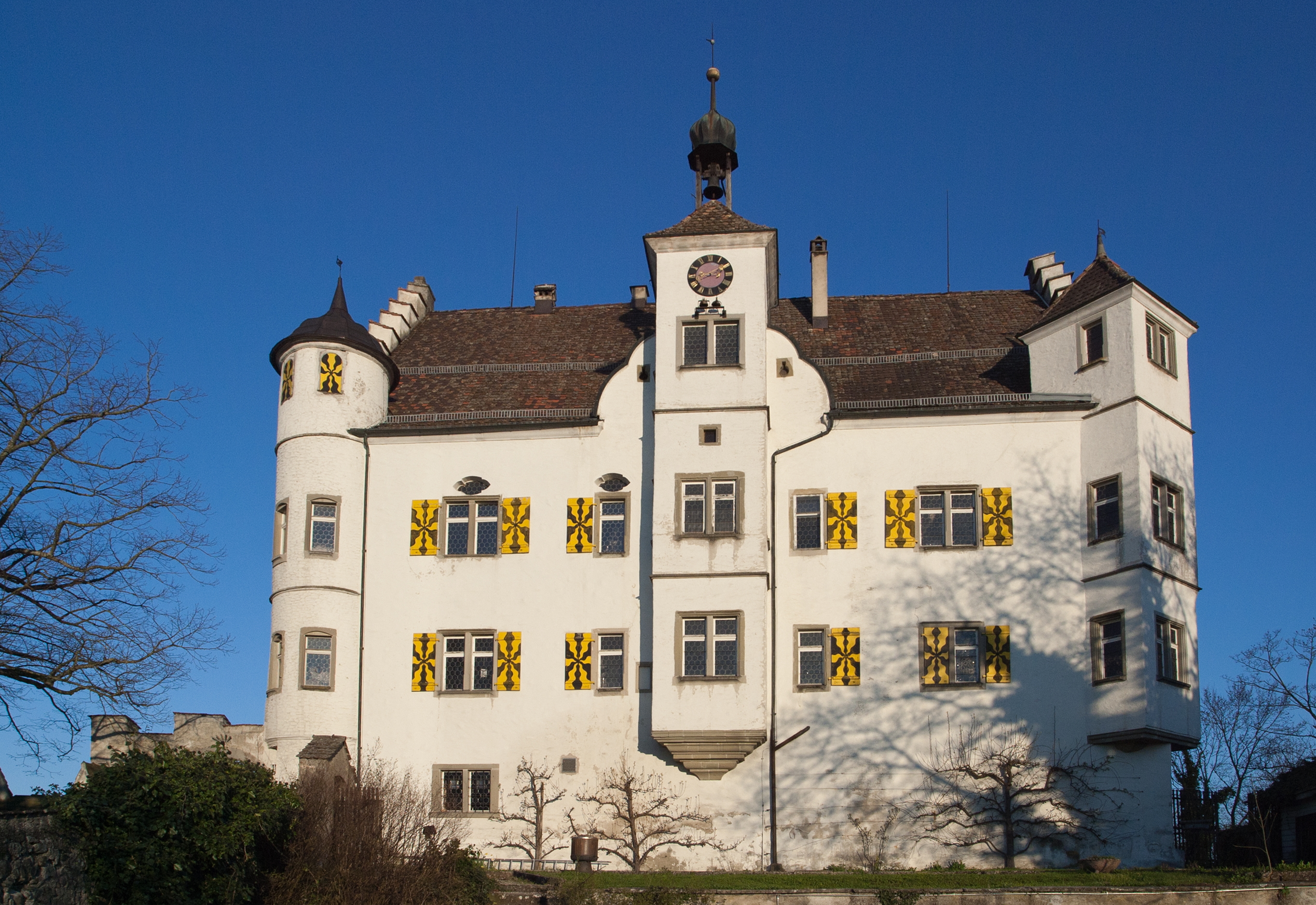
Schloss Sonnenberg
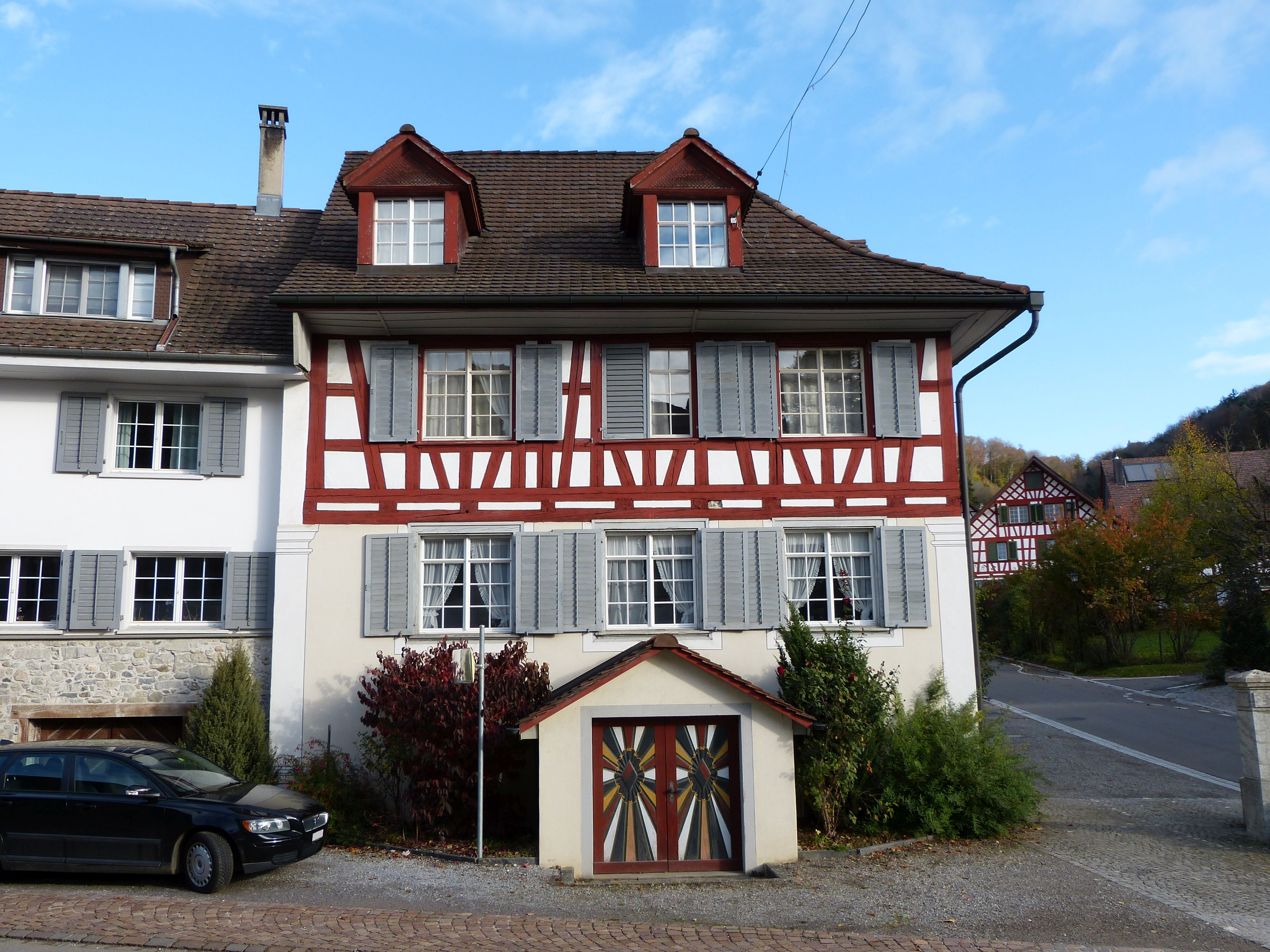
Wohnhaus Wüthrich
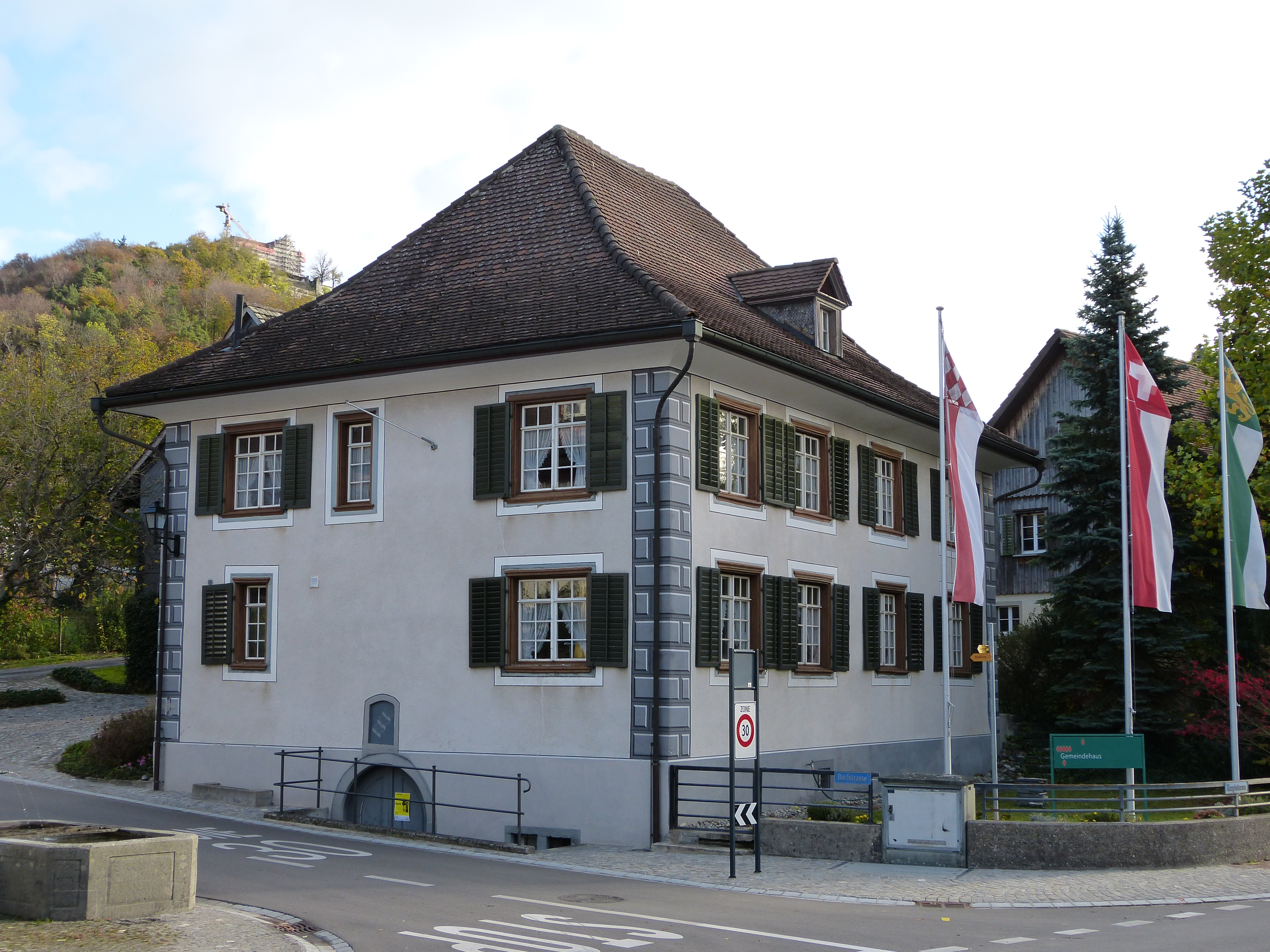
Gemeindehaus
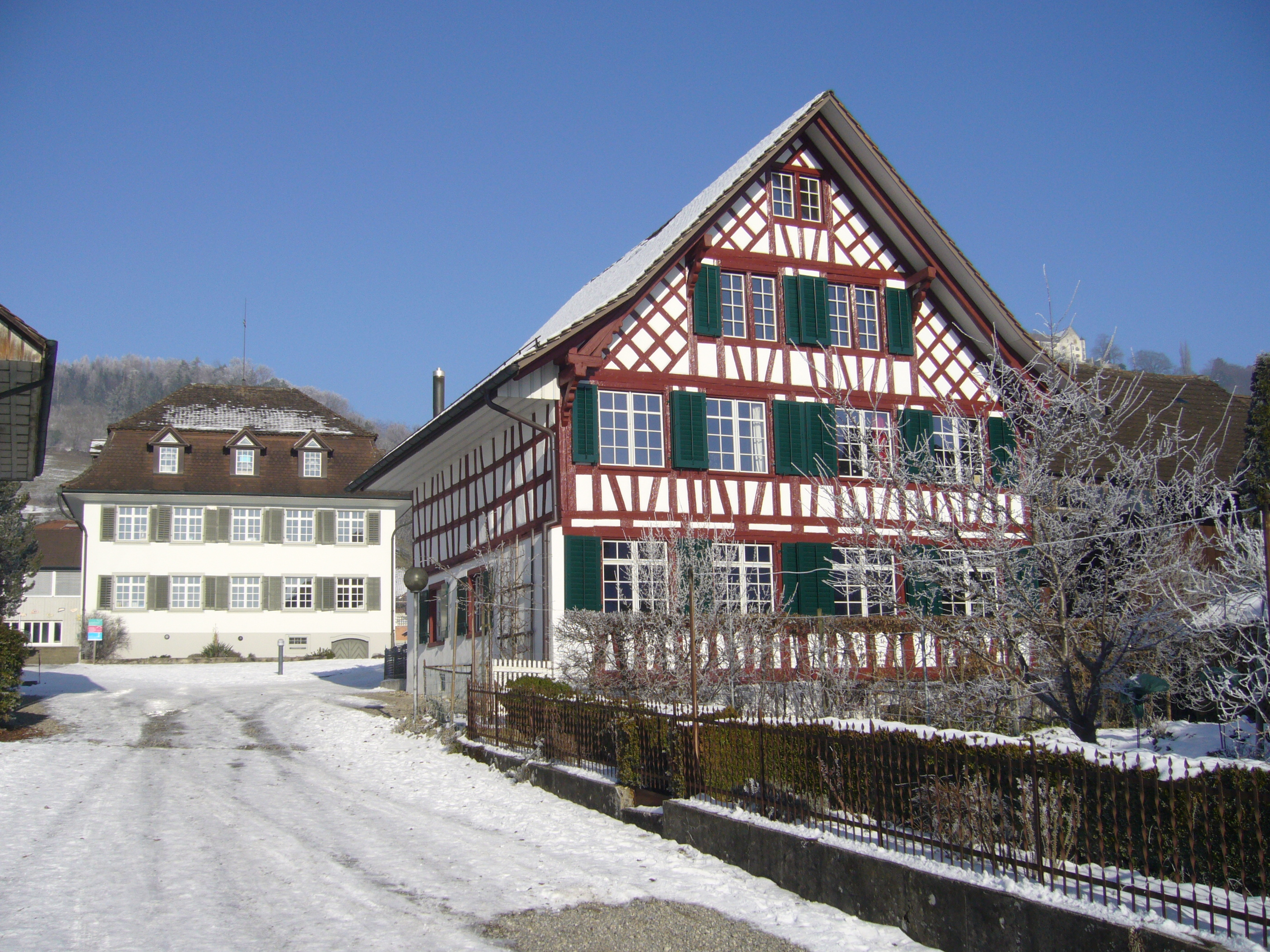
Ehemaliges Messmerhaus
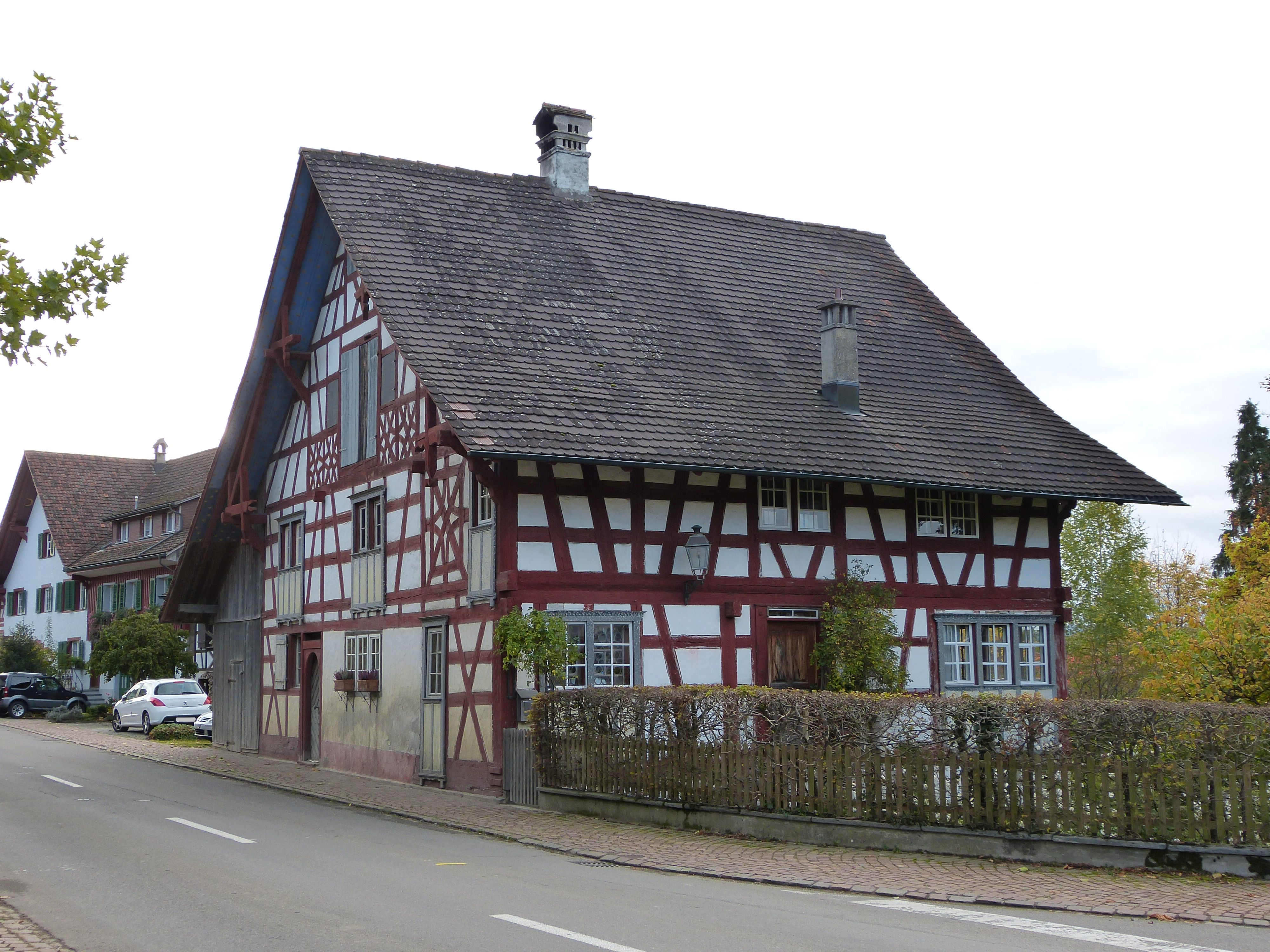
Wohnhaus Lydiaheim
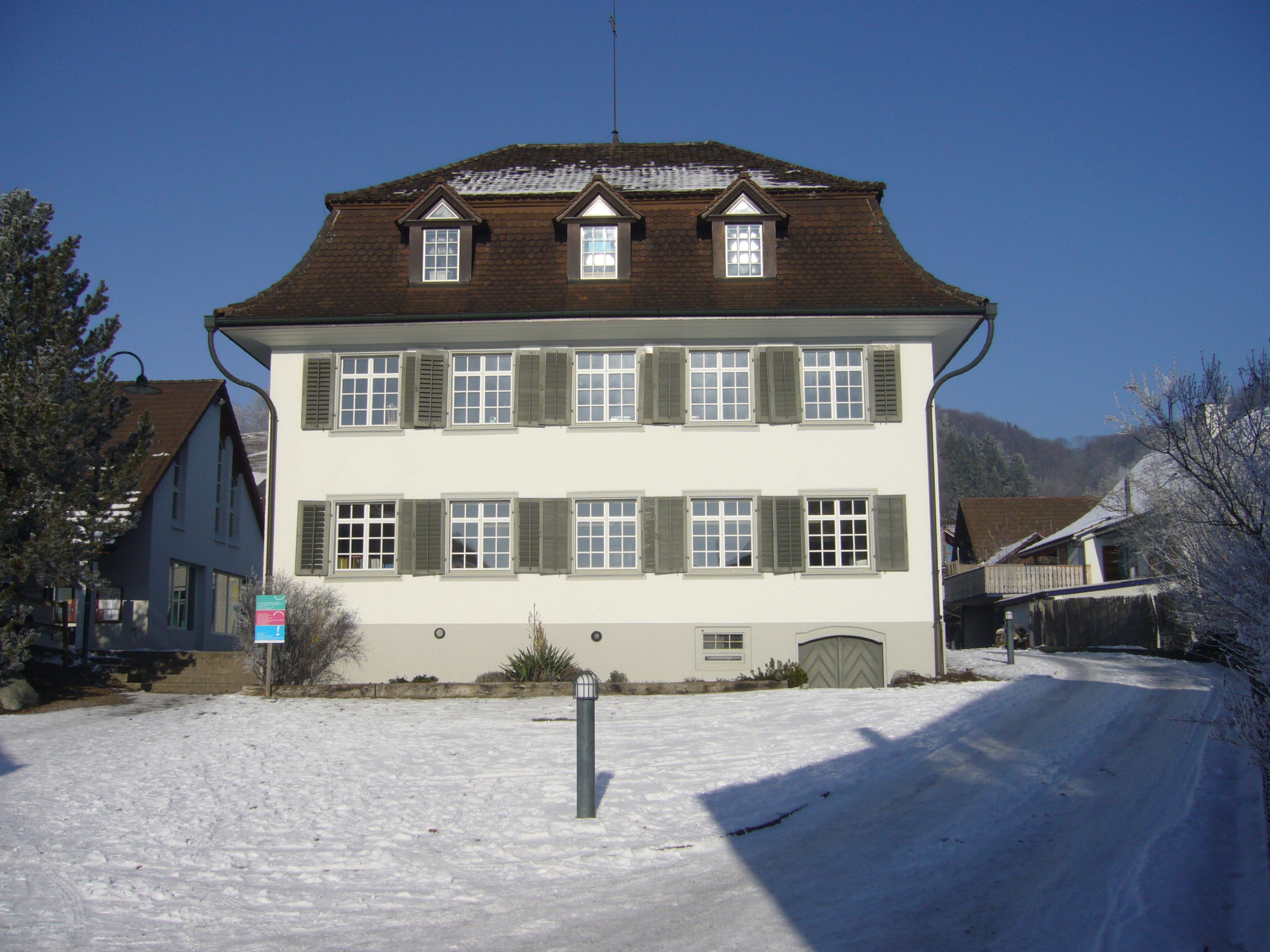
Primarschulhaus

## Persönlichkeiten
- Johann Georg Schulthess (* 1758 in Stettfurt; † 1802 in Zürich), reformierter Theologe
- Johannes Schulthess (* 1763 in Stettfurt; † 1836 in Zürich), evangelischer Geistlicher und Hochschullehrer
- Jakob Huldreich Bachmann (* 1843 in Stettfurt; † 1915 in Stettfurt), Nationalrats- und Bundesgerichtspräsident
- René Osterwalder (* 1954 in Stettfurt; † 2025), Sexualstraftäter
- Isabella Carmen Müller (* 1974), Motorradfahrerin, Langstrecken-Motorrad-Weltrekordlerin